# سمينة (القفر)

تعديل مصدري - تعديل

سمينة محلة تابعة لقرية بني مفتاح، التابعة لعزلة بني سيف السافل بمديرية القفر إحدى مديريات محافظة إب في الجمهورية اليمنية، بلغ تعداد سكانها 56 حسب تعداد اليمن لعام 2004.